# Dana Rumlerová
Dana Rumlerová, coniugata Tušilová (Brno, 30 agosto 1946), è un'ex cestista cecoslovacca.

## Carriera
Con la Cecoslovacchia ha disputato i Campionati mondiali del 1967 e tre edizioni dei Campionati europei (1966, 1968, 1970).